# Garunggang
Garunggang is een bestuurslaag in het regentschap Langkat van de provincie Noord-Sumatra, Indonesië. Garunggang telt 1770 inwoners (volkstelling 2010).